# Kadim Yaşar
Kadim Yaşar (Muş, 26 aprile 1976) è un attore turco, noto per aver interpretato il ruolo di Cengaver "Cengo" Çimen nella serie Terra amara (Bir Zamanlar Çukurova).

## Biografia
Kadim Yaşar è nato il 26 aprile 1976 a Muş (Turchia), e oltre alla recitazione si occupa anche di teatro.

## Carriera
Kadim Yaşar ha completato la sua formazione universitaria presso il dipartimento teatrale del conservatorio statale dell'Università di Istanbul. Nel 2002 ha fatto la sua prima apparizione come attore nella serie Ekmek Teknesi. Ha recitato in serie televisive come nel 2006 in Yagmurdan sonra, nel 2011 e nel 2012 in Tek Basimiza, nel 2012 in Babalar ve Evlatlar, dal 2013 al 2015 in Kaçak, nel 2014 in Urfaliyam Ezelden, nel 2017 in Kayitdisi, nel 2018 Vatanim Sensin, dal 2018 al 2020 in Terra amara (Bir Zamanlar Çukurova), dal 2019 al 2021 in Benim Adım Melek e nel 2022 in Tozluyaka, mentre nel 2018 ha recitato nella miniserie Servet. Nel 2007 ha recitato nel film televisivo Now They're Two Big Guy diretto da Hasan Karci, mentre nel 2008 in Öldür onu diretto da Hasan Karci. Oltre a recitare in serie televisive, ha preso parte anche a diversi film come nel 2004 in Stepford Kadınları, nel 2006 in Tramvay e in Hayatimin Kadinisin, nel 2008 in Bahoz, nel 2010 in Paramparça e in Press e nel 2014 in Neden Tarkovski Olamiyorum...

## Filmografia

### Cinema
- Stepford Kadınları (2004)
- Tramvay, regia di Olgun Arun (2006)
- Hayatimin Kadinisin, regia di Ugur Yücel (2006)
- Bahoz, regia di Kazim Öz (2008)
- Paramparça, regia di Naci Çelik Berksoy (2010)
- Press, regia di Sedat Yilmaz (2010)
- Neden Tarkovski Olamiyorum..., regia di Murat Düzgünoglu (2014)

### Televisione
- Ekmek Teknesi – serie TV (2002)
- Yagmurdan sonra – serie TV (2006)
- Now They're Two Big Guy, regia di Hasan Karci – film TV (2007)
- Öldür onu, regia di Hasan Karci – film TV (2008)
- Tek Basimiza – serie TV, 8 episodi (2011-2012)
- Babalar ve Evlatlar – serie TV, 4 episodi (2012)
- Kaçak – serie TV, 12 episodi (2013-2015)
- Urfaliyam Ezelden – serie TV, 11 episodi (2014)
- Kayitdisi – serie TV, 8 episodi (2017)
- Servet – miniserie TV, 4 episodi (2018)
- Vatanim Sensin – serie TV, 2 episodi (2018)
- Terra amara (Bir Zamanlar Çukurova) – serie TV, 37 episodi (2018-2020)
- Benim Adım Melek – serie TV, 66 episodi (2019-2021)
- Tozluyaka – serie TV, 26 episodi (2022)

## Teatro
- Harput'ta Bir Amerikalı (2005)

## Doppiatori italiani
Nelle versioni in italiano dei suoi film e delle sue serie TV, Kadim Yaşar è stato doppiato da:
- Francesco Fabbri[22] in Terra amara[23]